# Пашинське сільське поселення
Па́шинське сільське поселення (рос. Пашинское сельское поселение) — адміністративна одиниця у складі Афанасьєвського району Кіровської області Росії. Адміністративний центр поселення — село Пашино.

## Історія
Станом на 2002 рік на території сучасного поселення існували такі адміністративні одиниці:
- Октябрський сільський округ (присілки Керкашер, Октябрі, Сержонки, Уваровська, Фроловська, Яковята)
- Пашинський сільський округ (село Пашино, селище, Камський, присілки Анфіногеново, Біло-Пашино, Бузмаковська, Вахрамеєво, Великі Некрасови, Гришонки, Даньки, Кузнецово, Любіхіно, Макаровська, Малі Некрасови, Марковська, Мітрохово, Пекушонки, Проніно, Торопиніно, Урбарови, Усть-Томизь, Усть-Ченог, Шабралуг)
- Ромашівський сільський округ (присілки Аксьоново, Меркучі, Верхня Кедра, Карагай, Карасюрово, Кобилача, Кулігашур-1, Кулігашур-2, Лучніки, Максимово, Міроново, Нікулята, Першино, Порошино, Ромаші, Ужоговка, Щукіно)

Поселення було утворене згідно із законом Кіровської області від 7 грудня 2004 року № 284-ЗО у рамках муніципальної реформи шляхом перетворення та об'єднання Октябрського та Пашинського сільських округів. 2007 року до складу поселення увійшла територія ліквідованого Ромашівського сільського поселення.

## Населення
Населення поселення становить 1173 особи (2017; 1203 у 2016, 1262 у 2015, 1284 у 2014, 1326 у 2013, 1396 у 2012, 1502 у 2010, 2130 у 2002).

## Склад
До складу поселення входять 45 населених пунктів:
| Населений пункт            | Населення, осіб (2002) | Населення, осіб (2010) |
| -------------------------- | ---------------------- | ---------------------- |
| Аксьоново, присілок        | 19                     | 12                     |
| Анфіногеново, присілок     | 23                     | 10                     |
| Біло-Пашино, присілок      | 28                     | 15                     |
| Бузмаковська, присілок     | 17                     | 14                     |
| Вахрамеєво, присілок       | 13                     | 5                      |
| Великі Некрасови, присілок | 76                     | 67                     |
| Верхня Кедра, присілок     | 35                     | 22                     |
| Гришонки, присілок         | 13                     | 1                      |
| Даньки, присілок           | 45                     | 35                     |
| Камський, селище           | 499                    | 377                    |
| Карагай, присілок          | 48                     | 35                     |
| Карасюрово, присілок       | 89                     | 56                     |
| Керкашер, присілок         | 22                     | 3                      |
| Кобилача, присілок         | 6                      | 3                      |
| Кузнецово, присілок        | 13                     | 10                     |
| Кулігашур-1, присілок      | 7                      | 1                      |
| Кулігашур-2, присілок      | 3                      | 0                      |
| Лучніки, присілок          | 17                     | 2                      |
| Любіхіно, присілок         | 21                     | 13                     |
| Макаровська, присілок      | 46                     | 34                     |
| Максимово, присілок        | 12                     | 0                      |
| Малі Некрасови, присілок   | 23                     | 8                      |
| Марковська, присілок       | 12                     | 0                      |
| Меркучі, присілок          | 7                      | 7                      |
| Мироново, присілок         | 102                    | 63                     |
| Мітрохово, присілок        | 10                     | 3                      |
| Нікулята, присілок         | 2                      | 0                      |
| Октябрі, присілок          | 14                     | 15                     |
| Пашино, село               | 337                    | 291                    |
| Пекушонки, присілок        | 0                      | 0                      |
| Першино, присілок          | 25                     | 19                     |
| Порошино, присілок         | 72                     | 45                     |
| Проніно, присілок          | 49                     | 41                     |
| Ромаші, присілок           | 199                    | 143                    |
| Сержонки, присілок         | 27                     | 7                      |
| Торопиніно, присілок       | 14                     | 12                     |
| Уваровська, присілок       | 8                      | 4                      |
| Ужоговка, присілок         | 22                     | 13                     |
| Урбарови, присілок         | 0                      | 0                      |
| Усть-Томизь, присілок      | 5                      | 1                      |
| Усть-Ченог, присілок       | 19                     | 13                     |
| Фроловська, присілок       | 95                     | 82                     |
| Шабралуг, присілок         | 9                      | 3                      |
| Щукіно, присілок           | 25                     | 16                     |
| Яковята, присілок          | 2                      | 1                      |